# Civitella Casanova
Civitella Casanova é uma comuna italiana da região dos Abruzos, província de Pescara, com cerca de 2.057 habitantes. Estende-se por uma área de 31 km², tendo uma densidade populacional de 66 hab/km². Faz fronteira com Carpineto della Nora, Civitaquana, Loreto Aprutino, Montebello di Bertona, Ofena (AQ), Penne, Vicoli, Villa Celiera.

## Demografia
| Variação demográfica do município entre 1861 e 2011                               |
|                                                                                   |
| Fonte: Istituto Nazionale di Statistica (ISTAT) - Elaboração gráfica da Wikipedia |